# Betonoza. Jak się niszczy polskie miasta

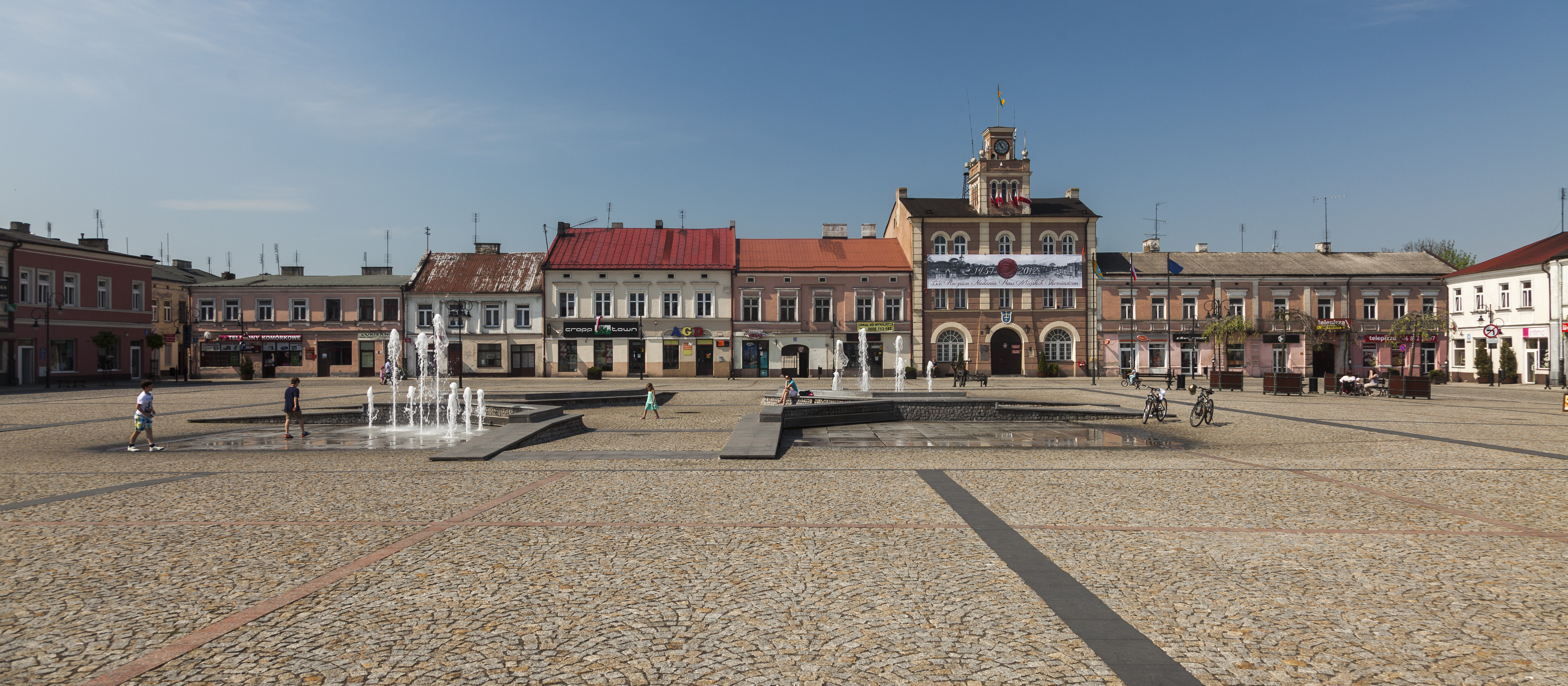
Rynek w Skierniewicach jako jeden z opisywanych przykładów betonozy

Betonoza. Jak się niszczy polskie miasta – książka Jana Mencwela wydana w 2020 w Warszawie przez Wydawnictwo Krytyki Politycznej. Pierwsza w Polsce książka, będąca próbą całościowego omówienia sposobów gospodarowania przestrzeniami publicznymi, która przedstawia obszerną listę problemów wynikających z prowadzenia przez polską klasę polityczną anachronicznych i przeciwskutecznych polityk publicznych.
W 2021 Jan Mencwel za książkę „Betonoza…” był nominowany do nagrody Grand Press w kategorii Książka Reporterska Roku.

## Opis
Mencwel w książce opisuje trend tzw. betonozy, czyli rewitalizacji miast poprzez usuwanie z przestrzeni publicznej zieleni i zastępowanie jej betonem. Uznaje, że betonowanie parków i skwerów niesłusznie uznawane jest w świadomości polityków i urzędników za przejaw nowoczesności (tzw. modernizacja zacofania). Dyktowane jest także podporządkowywaniem przestrzeni miejskiej ruchowi samochodowemu poprzez wyznaczanie nowych pasów jezdni i miejsc parkingowych (tzw. samochodoza). Betonozie ma sprzyjać także prywatyzacja istotnych segmentów infrastruktury miejskiej (np. SPEC w Warszawie). Ma to często dziać się w interesie deweloperów. W książce dowodzi, że wycinania dorosłych drzew nie da się zastąpić poprzez nasadzenia zastępcze. Krytycznie odnosi się także do wycinania chorych drzew. Analogiczne problemy mają dotyczyć betonowania koryt rzek, zasypywania lub chowania pod ziemię miejskich strumieni, osuszania mokradeł.
Mencwel w publikacji odchodzi od nadmiernego aktywizmu oraz argumentacji stricte ekologicznej, skupiając się w większym stopniu na ekonomicznych (odwołując się m.in. do metodologii wyceny drzew Haliny Szczepanowskiej), zdrowotnych i estetycznych zaletach obecności zieleni w miastach. Zwraca uwagę, że drzewa poza wytwarzaniem tlenu pomagają utrzymać niższą temperaturę w miastach w trakcie upałów, łagodzą skutki takich zjawisk jak powodzie i susze. Wskazuje, że wycinanie drzew często stanowi przejaw walki ze skutkami problemów, a nie ich przyczynami (np. wypadków drogowych). Betonowanie zdaniem autora ma się odbywać wbrew oczekiwaniom społecznym, co znajduje wyraz w oddolnych inicjatywach sprzeciwiających się betonozie. Mencwel nie ogranicza się do krytyki; przedstawia także poradnik, jak aktywnie walczyć o drzewa oraz możliwe pozytywne rozwiązania, np. uznanie zieleni za pełnowartościową infrastrukturę, na równi z wodnokanalizacyjną czy energetyczną, rekomunalizację sieci przesyłowych, wycenianie drzew i nałożenie na deweloperów obowiązku płacenia za wycięte drzewa. Twierdzi, że zwiększanie roli zieleni w przestrzeni miejskiej powinno odbywać się zarówno poprzez decyzje polityczne, nacisk społeczny oraz zmiany kulturowe (np. w ramach ruchu degrowth).
Książka najczęściej przedstawiana jest jako reportaż z pogranicza publicystyki społecznej. Przy czym część recenzji zarzuca jej niepełne wykorzystanie potencjału tego gatunku literackiego oraz zbyt rzadkie sięganie po elementy literatury popularnonaukowej. Książka określana jest jako rzeczowa, a przedstawione przez autora tezy jako przekonujące, choć z pewnymi wyjątkami (np. dotyczące ekonomizacji zieleni i traktowania jej w kategorii wymiernych zysków i strat).
Inspiracją do napisania książki była akcja stowarzyszenia Miasto Jest Nasze (Mencwel jest jego przewodniczącym) na Twitterze, kiedy to podczas fali upałów w czerwcu 2019 wrzucano zdjęcia miejskich rynków, gdzie w ramach rewitalizacji zieleń zastąpiono betonem (dotyczy to także pomników przyrody). Autor, podczas pisania książki, odwiedził szereg miast. Opisał rewitalizacje w takich miejscowościach jak Rzepin, Kielce, Lubaczów, Włocławek, Kruszwica, Bartoszyce, Kartuzy, Sokółka. Odnosi się także do przykładów zagranicznych miast: Bukaresztu, Kopenhagi, Seulu.